# スコッラーノ
スコッラーノ（イタリア語: Scorrano）は、イタリア共和国プッリャ州レッチェ県にある、人口約6,900人の基礎自治体（コムーネ）。

## 地理

### 位置・広がり

#### 隣接コムーネ
隣接するコムーネは以下の通り。
- ボトルーニョ
- クトロフィアーノ
- マーリエ
- ムーロ・レッチェーゼ
- サナーリカ
- スペルサーノ